# Fort Chiswell
Fort Chiswell est une census-designated place située dans le comté de Wythe, dans l’État de Virginie, aux États-Unis. Lors du recensement de 2020, elle comptait 876 habitants.